# Petrie Museum of Egyptian Archaeology

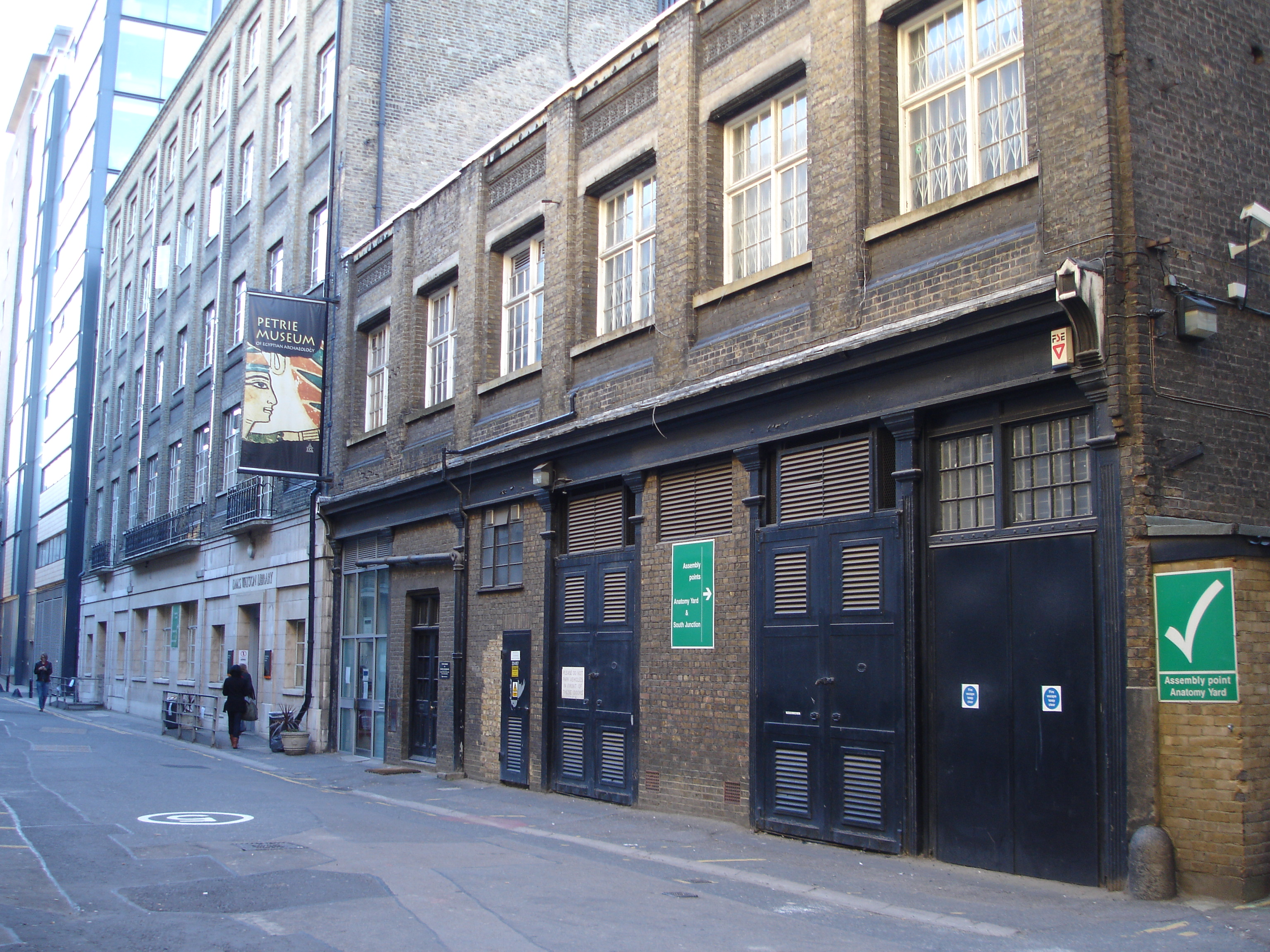
Das Petrie Museum of Egyptian Archaeology

Das Petrie Museum of Egyptian Archaeology ist eine Einrichtung des University College London. Es handelt sich mit ca. 80 000 Objekten um eine der größten Sammlungen altägyptischer Funde außerhalb Ägyptens.

## Geschichte
Der Grundstock der Sammlung stammt von Amelia Edwards, die ihre Sammlung 1892 an das University College mit der Einrichtung eines Lehrstuhls Ägyptologie schenkte. Ein anderer Teil des Museums ist die Privatsammlung von Flinders Petrie, der einen Großteil der Funde seiner Grabungen an diverse Museen in aller Welt verkaufte, aber auch einen Teil der Fundstücke für Lehrzwecke behielt. Seit 1913 ist die Sammlung dem Publikum zugänglich.

## Exponate
Die Sammlung beinhaltet zahlreiche Funde aus Petries Grabungen (z. B. Amarna, Sedment, Koptos, Lahun), wobei der Schwerpunkt des Museums nicht die altägyptische Kunst, sondern Objekte des täglichen Lebens darstellen. Diese reichen von der Vorzeit bis in die Neuzeit. Ein weiterer Schwerpunkt der Sammlung sind Funde aus der ägyptischen Vorgeschichte. Seit 2002 findet sich die ganze Sammlung online.
Das Museum beherbergt eine der größten Sammlungen von Mumienporträts weltweit. Zwei der ältesten Gewänder aus Ägypten, die ältesten ägyptischen Eisenobjekte (Perlen aus Gerzeh, ca. 3300 v. Chr.), Architekturfragmente aus Koptos und ein Großteil der Papyri aus Lahun, darunter der älteste gynäkologische und der älteste und einzige tiermedizinische Papyrus (Medizinische Papyri aus Lahun).
In diesem Museum befindet sich auch das Fragment des Annalensteins der 5. Dynastie, der vermutlich einst im Sonnenheiligtum des Königs Niuserre (5. Dynastie) in Abusir aufgestellt war. Dieses in Fachkreisen als P1 bezeichnete Teilstück gehört möglicherweise wie auch der Kairostein (Kairo-Fragment Nr. 1) mit den Kairo-Fragmenten Nr. 2–5 und dem Palermostein (P) zu ein und demselben bedeutenden Annalenstein, der die Namen der Könige (Pharaonen) aus prädynastischer Zeit bis zur 5. Dynastie (2504–2347 v. Chr.) enthielt.

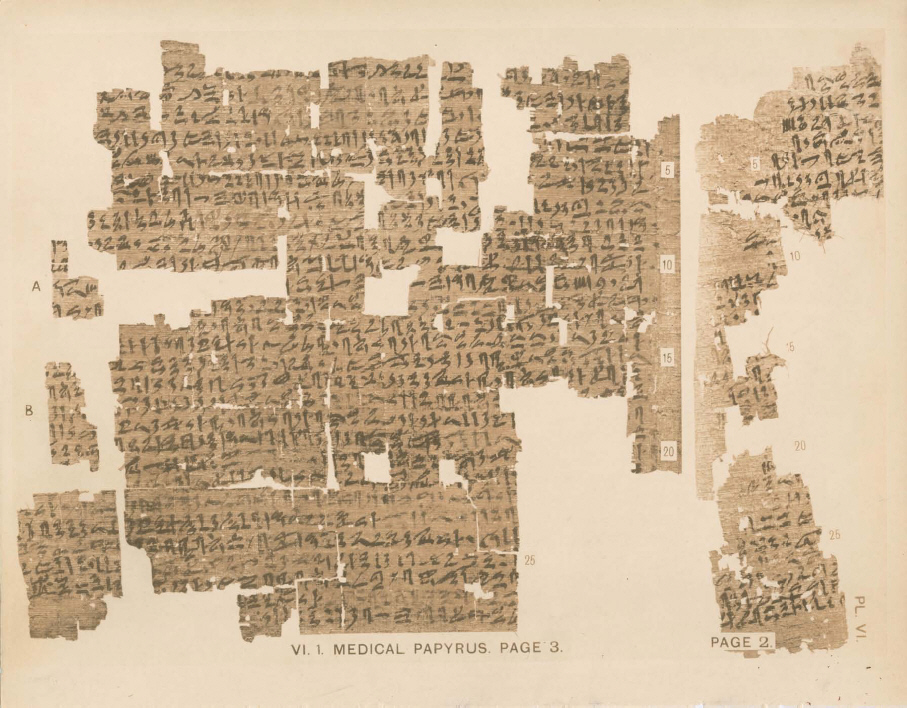
Gynäkologischer Papyrus Kahun (Lahun) VI. 1, Seite 2 und 3
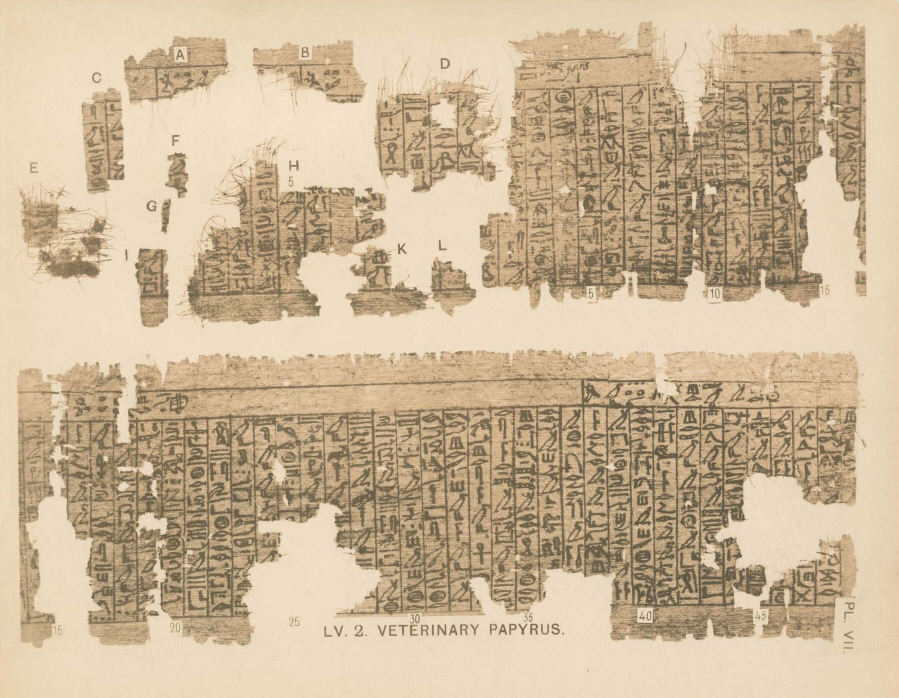
Veterinärmedizinischer Papyrus Kahun (Lahun) LV. 2
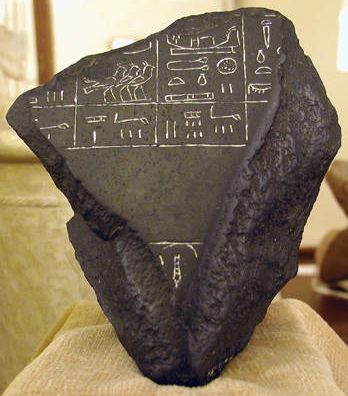
Fragment P1 des Annalensteins der 5. Dynastie